# Daniel Travis
Daniel Travis est un acteur américain né en 1968 aux (États-Unis).

## Biographie
Diplômé à l'Université de Miami, d'Oxford et de l'Ohio. En 1990, il devient membre du Men's Glee Club.

## Filmographie

### Cinéma
- 2003 : Open Water : Daniel
- 2005 : Thank You for Smoking : Brad
- 2006 : Last Time Forever : John MacDonald

### Télévision
- 2000 : New York, unité spéciale, série télévisée 1 épisode : Suspect One
- 2001 : Sex and the City, série télévisée 1 épisode : Dave
- 2002 : The Education of Max Bickford, série télévisée 1 épisode : Mr. Reynold
- 2005 : Cold Case : Affaires classées, série télévisée 2 épisodes  : Mark Phillips
- 2006 : Les Experts : Miami, série télévisée 1 épisode  : Ed Smith
- 2008 : Les Experts : Manhattan, série télévisée 1 épisode  : Larry Rose